# Consiliul Statelor Mării Baltice
Consiliul Statelor Mării Baltice este o organizație regională internațională ce se ocupă cu promovarea identității regionale, securitatea și siguranța regională, sustenabilitatea și prosperitatea. Cele trei subiecte se doresc abordate din punctul de vedere al dezvoltării durabile, protecția mediului, dezvoltarea unei economi maritime durabile, etc.